# Bolševníkovec
Bolševníkovec (Molopospermum) je monotypický rod rostlin z čeledi miříkovité (Apiaceae). Zahrnuje jeden druh Molopospermum peloponnesiacum.

## Popis
Je vysoký 80 až 150 centimetrů, listy jsou velké, 2 až 4krát zpeřené a lupeny jsou protáhlé.

## Rozšíření
Je rozšířený v Pyrenejích a Alpách.

## Bolševníkovec a oměj

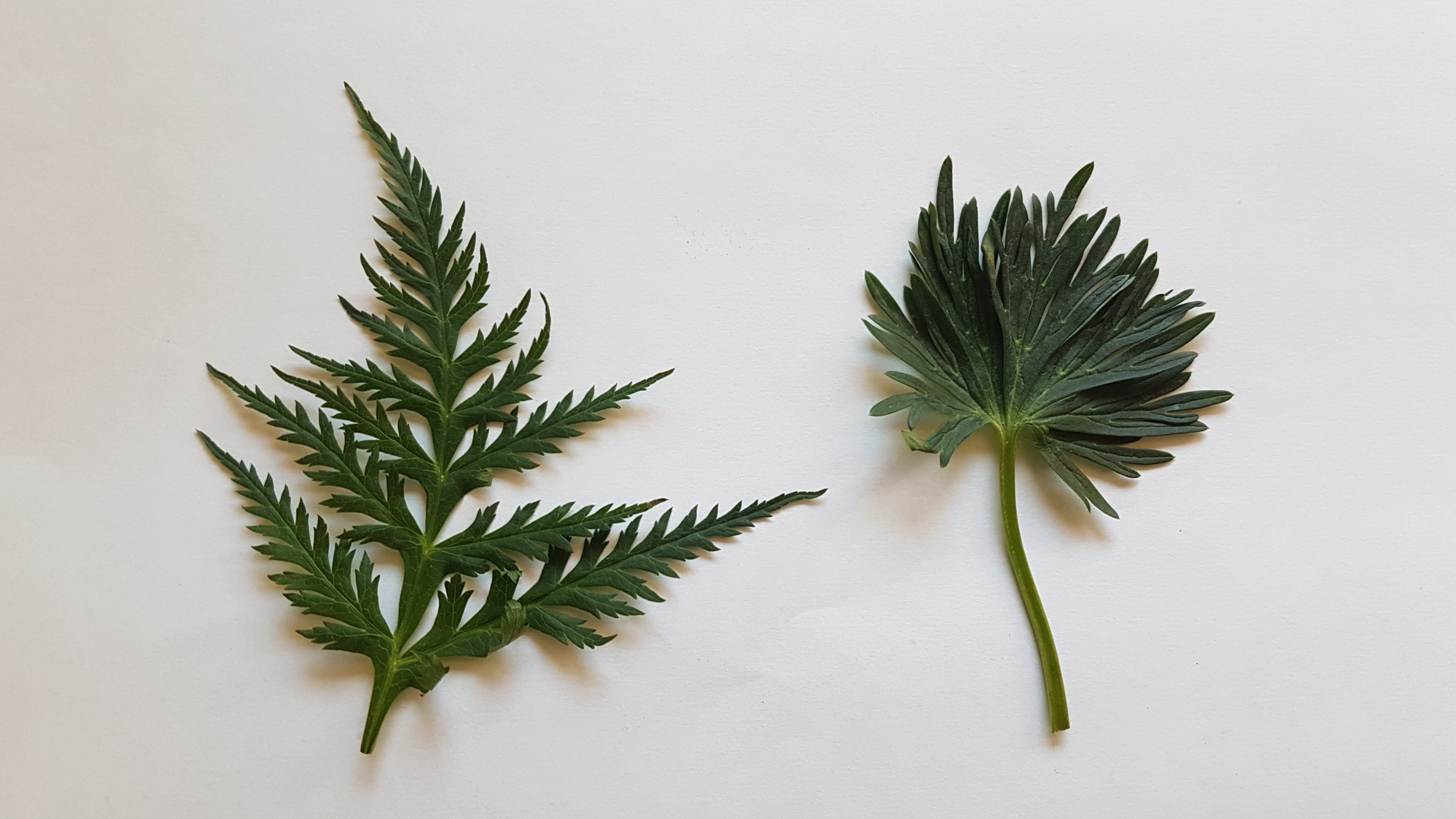
Porovnání listů druhu Molopospermum peloponnesiacum (vlevo) a oměj horský (Aconitum napellus)(vpravo)

V Pyrenejích zemřel muž, protože si myslel, že utrhl Molopospermum peloponnesiacum, ale utrhl Aconitum napellus. Poté si se ženou z rostliny udělal jídlo a smrt nastala rychle.

## Galerie
- Květ
- Semena
- Vzhled
- Detail květu